# هردن برووا
هردن برووا (اوکراینی: Горден Брова؛ زادهٔ ۸ آوریل ۱۹۹۱) بازیکن والیبال اهل اوکراین است.